# An Ideal for Living
Albums de Joy Division
Unknown Pleasures
(1979)
An Ideal for Living est un EP du groupe britannique Joy Division, sorti en juin 1978. Il ressortira quatre mois plus tard avec une nouvelle pochette.

## Historique
Bien que ce ne soit pas le premier enregistrement du groupe, notamment la compilation Short Circuit: Live at the Electric Circus parue le même mois, An Ideal for Living est le premier disque paru sous le nom Joy Division. Tous les morceaux ont été enregistrés aux studios Sound Pennine, à Oldham, le 14 décembre 1977.
Une polémique va naître, après le choix de leur nom du groupe, d'après La Maison des poupées, livre de Yehiel De-Nur, par le choix d'une photo du camp de Varsovie pour illustrer la pochette intérieure du EP. L'introduction de la chanson Warsaw énumère le numéro matricule de Rudolf Hess (31G-350125) — numéro deux du troisième Reich, emprisonné à Spandau —, enfin la mention de ce même Rudolf Hess au début de la version de At a Later Date, enregistrée lors du concert à l'Electric Circus.
Le groupe est accusé de sympathie pro-nazis, mais Joy Division s'inscrit là dans une démarche typiquement punk, l'usage de symboles nazis ou de références au nazisme étant uniquement destiné à choquer la génération de leurs parents, génération ayant connu la guerre, sans impliquer aucune idéologie. Ils envoient des signes à leurs détracteurs en participant à deux concerts : celui du Festival Rock Against Racism le 12 octobre 1978 et d'Amnesty International le 3 mai 1979. Peter Hook écrit à propos du premier : « C'était pour soutenir une grande cause. Nous étions fiers d'y participer. »

## Style
L'album intègre les influences punk précoces du groupe, à l'opposé du style post-punk développé par la suite.

## Pochette de l'album
La pochette affiche une image en noir et blanc d'un membre blond des Jeunesses hitlériennes jouant du tambour, dessinée par le guitariste Bernard Sumner appelé "Bernard Albrecht" dans le livret, et les mots "Joy! Division" en écriture gothique. L'illustration de la pochette couplée avec l'inspiration du nom du groupe ont créé la controverse sur le fait que le groupe ait, oui ou non, des sympathies nazies. Lors de la ressortie du vinyle en 33 tours, la pochette originale fut remplacée par une photo d'échafaudage.

## Édition
La version 45 tours d'An Ideal for Living sort en juin 1978 sur le label du groupe : Enigma Records (à ne pas confondre avec le label américain du même nom) jusqu'à rupture de stock en septembre. Mais le son de cette version 45 tours a un son déplorable à cause du nombre trop élevé de morceaux. À partir du 10 octobre, il est remplacé par une version 33 tours tirée à 2 000 exemplaires, sur le label du groupe : Anonymous Records. La production était faite maison, les membres du groupe et leurs amis glissaient eux-mêmes les enregistrements dans les pochettes.
Tous les morceaux ont été réédités sur la compilation de singles : Substance.
Une version remasterisée de l'EP a été rééditée par Rhino Entertainment pour coïncider avec le Record Store Day de 2014.

## Liste des titres
Tous les titres sont écrits par Joy Division.
| No | Titre          | Durée |
| -- | -------------- | ----- |
| 1. | Warsaw         | 2:26  |
| 2. | No Love Lost   | 3:42  |
| 3. | Leaders of Men | 2:34  |
| 4. | Failures       | 3:44  |

## Historique des Éditions
| Vinyl | Date            | Label             |
| ----- | --------------- | ----------------- |
| 7"    | 3 juin 1978     | Enigma Records    |
| 12"   | 10 octobre 1978 | Anonymous Records |